# Nike Mag

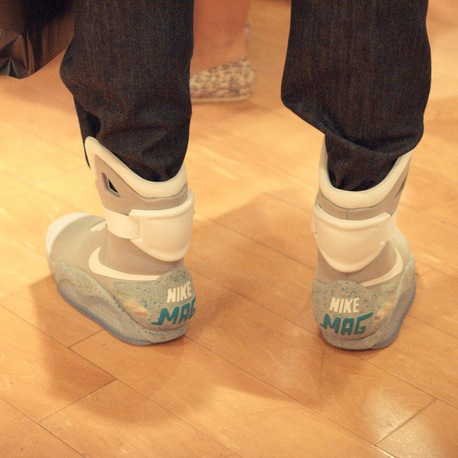
Nike Mag nel 2011

Le Nike Mag sono un modello di scarpe in edizione limitata prodotte da Nike. Il modello è una replica delle scarpe indossate da Marty McFly nel film Ritorno al futuro - Parte II. Le Nike Mag sono state originariamente commercializzate nel 2011 e nel 2016. Furono prodotti 89 modelli di Nike Air Mag autoallaccianti.